# John Rumble
John Mitchell Rumble (St. Marys, 27 agosto 1933 – Newmarket, 5 dicembre 2023) è stato un cavallerizza canadese, vincitore del bronzo olimpico nel concorso completo a squadre a Melbourne 1956 insieme a Jim Elder e Brian Herbinson, cavalcando Cilroy.
Negli stessi giochi si classificò sedicesimo nel concorso completo individuale.

## Palmarès
- Giochi olimpici

Melbourne 1956: bronzo nel concorso completo a squadre.